# Cladonia didyma
Cladonia didyma är en lavart som först beskrevs av Fée, och fick sitt nu gällande namn av Vain. Cladonia didyma ingår i släktet Cladonia och familjen Cladoniaceae.   Inga underarter finns listade i Catalogue of Life.